# Moustérien
Moustérien is een archeologische industrie van overwegend van vuursteen gemaakte gereedschappen die vooral met Homo neanderthalensis wordt geassocieerd en dateert uit het Middenpaleolithicum of de Midden-Oude Steentijd. 
De industrie is genoemd naar de vindplaats Le Moustier, een overhangende rots in de Dordogne. Vergelijkbare vuurstenen gereedschap is overal in Europa gevonden waar geen ijskappen lagen en in West-Azië, in door neandertalers bewoonde gebieden. Voor Noord-Afrika, waar geen neandertalers voorkwamen, is het gebruik van de term omstreden. 
De industrie bestaat uit vuistbijlen, racloirs (een soort schrabbers of messen) en punten, soms werd een Levalloistechniek of een andere techniek die uitging van voorbewerkte kernen toegepast bij het maken van de vuurstenen schilfers.

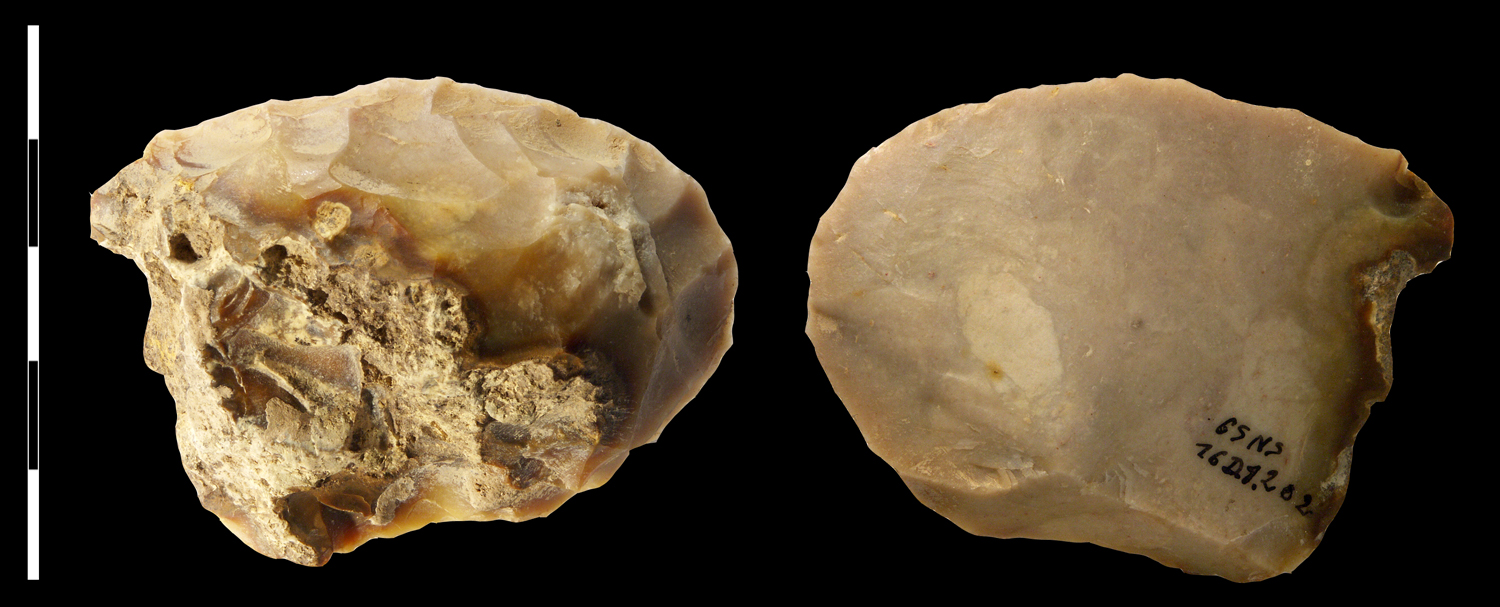
Schraper van vuursteen

Gereedschappen uit het Moustérien werden vervaardigd door neanderthalers en dateren van 300.000 tot 30.000 jaar geleden. De technologie was belangrijk omdat hij het gebruik van de voortanden verving en ook omdat bepaalde delen van het gezicht minder robuust werden. Door toepassing van de Moustérientechniek werd de belasting van de voortanden geminimaliseerd.
Hoewel het Moustérien voornamelijk wordt geassocieerd met de neanderthaler, gebruikte de vroege moderne mens bij zijn aankomst in West-Azië en Europa aanvankelijk ook Moustérien-technieken. Deze werden daarna opgevolgd door het Emiran en later het Aurignacien.

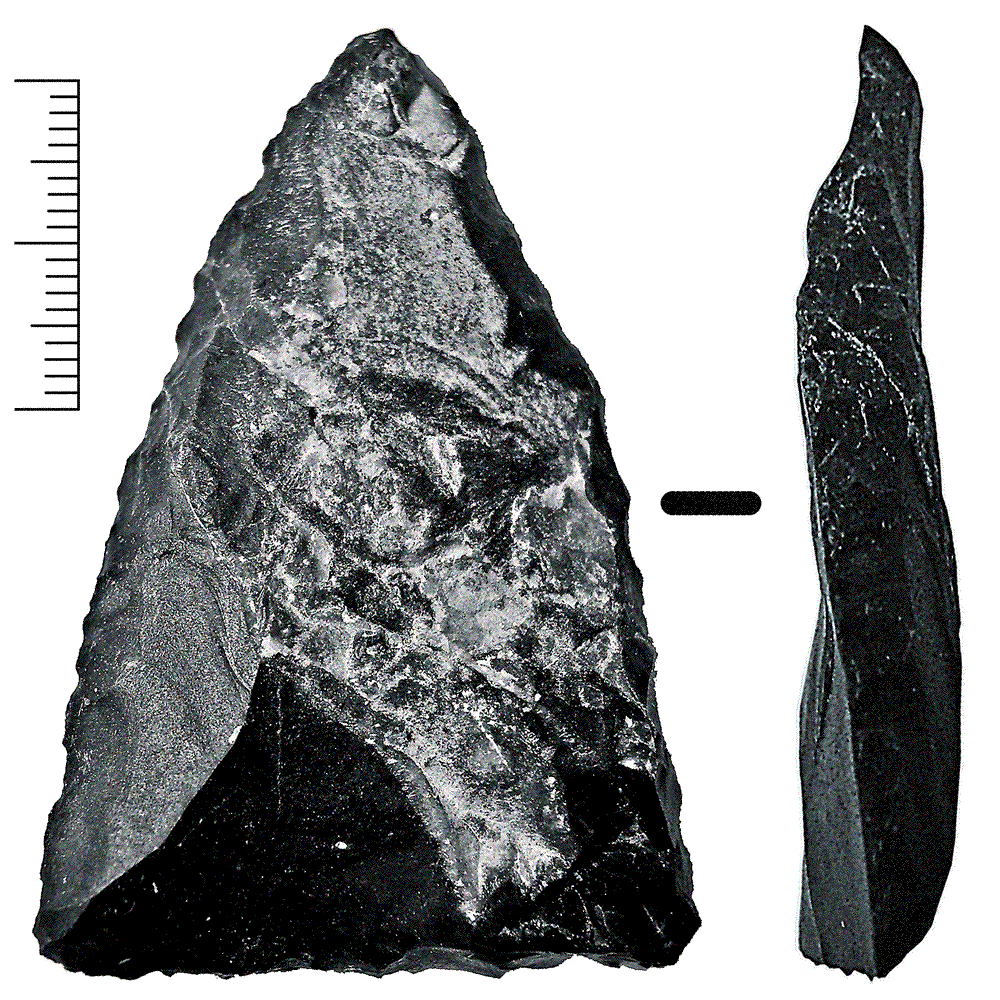
Moustérienpunt